# Rezyliencja (psychologia)

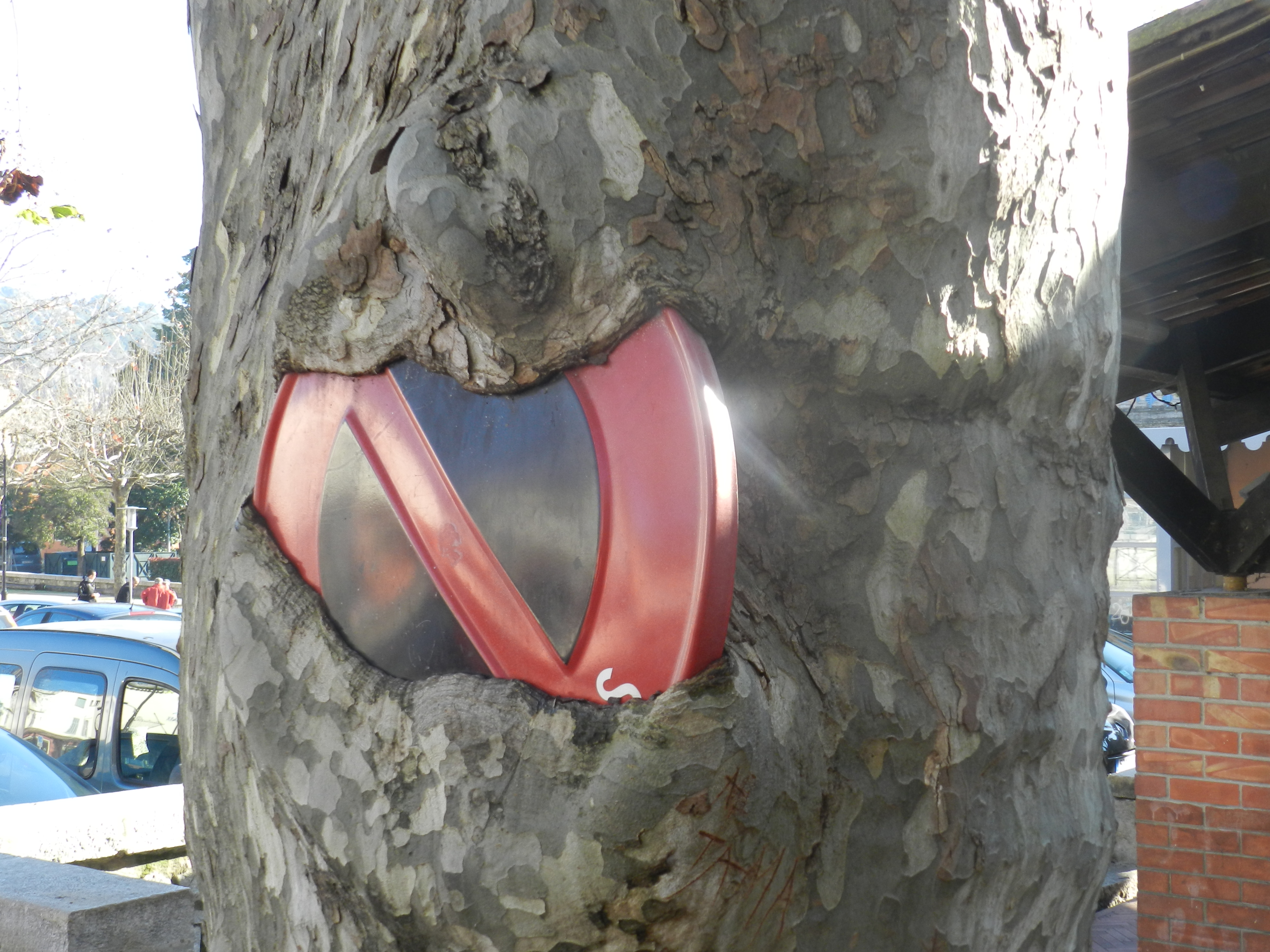
Kora drzewa stopniowo zakrywa znak zakazu parkowania

Rezyliencja inaczej prężność, sprężystość, giętkość (z łac. resilire – odbić z powrotem, sprężyście odbić się) – umiejętność lub proces dostosowywania się człowieka do zmieniających się warunków, adaptacja do otoczenia, uodpornianie się, plastyczność umysłu, zdolność do odzyskiwania utraconych lub osłabionych sił i odporność na działanie szkodliwych czynników. Zdolność do regeneracji po urazach psychicznych. 
Rezyliencja to wewnętrzne przymioty umysłu i charakteru - zarówno wrodzone, jak i nabyte - umożliwiające człowiekowi odpowiednie reagowanie na przeciwności, w tym zdolność do: 
- zapobiegania zaburzeniom powiązanym ze stresem, takim jak depresja czy lęk, lub ich nawrotowi;
- szybszego i pełniejszego dochodzenia do siebie po doświadczeniu stresu i zależnych od niego zaburzeń;
- poprawy sprawności umysłowej i funkcjonowania w różnych obszarach życia[4].

Rezyliencja wynika z predyspozycji genetycznych i doświadczeń, może także być rozwijana. Sprzyja jej optymizm i wsparcie społeczne.  
Rezyliencja pomaga zapobiegać negatywnym skutkom stresu – sprzyja profilaktyce problemów psychicznych i chorób. Wspiera też ogólne funkcjonowanie i dobrostan. 
Pojęcie odnosi się również do społeczności (lokalnych i większych), całych państw lub regionów i ich reakcji na znane lub nieznane zdarzenia o różnej gwałtowności i skali.